# Archicebus
Archicebus ist eine Gattung der Trockennasenprimaten (Haplorhini), deren Vertreter während des frühen Eozäns (54,8–55,8 mya) in Ostasien lebte. Archicebus achilles, die einzige Art der Gattung, war ein feingliedriges, 20–30 g schweres und insgesamt etwa 23 cm langes Tier, das im östlichen Asien beheimatet war. Archicebus lebte in den Wipfeln von Bäumen, war wohl tagaktiv und fraß vorwiegend Insekten. Die fossilen Überreste von Archicebus stammen aus der chinesischen Yangxi-Formation. Die Gattung wurde 2013 von Ni Xijun, Daniel Gebo, Marian Dagosto, Meng Jin, Paul Tafforeau, John J. Flynn und Christopher Beard aufgestellt. Sie ist nach phylogenetischen Untersuchungen ein sehr früher Vertreter der Tarsiiformes, also des Zweigs der Primaten, der heute noch mit den Koboldmakis (Tarsiidae) vertreten ist. Archicebus ist die älteste Tiergattung, die eindeutig den Primaten zugeordnet werden kann.

## Merkmale
Archicebus achilles war ein sehr kleiner Primat. Der Schädel des Holotyps ist 25 mm lang, sein Rumpf hatte zu Lebzeiten eine geschätzte Länge von 71 mm. Der Schwanz des Fossils ist 129 mm lang. Auf Basis eines für Teilhardina asiatica entwickelten Modells wird das Lebendgewicht der Art auf 24,52–38,77 g geschätzt. A. achilles weist mit I 2/2 – C 1/1 – P 4/4 – M 2/? wahrscheinlich die gleiche Zahnformel wie andere ursprüngliche Primaten, etwa Teilhardina oder Tetonius, auf. Die Zähne der Art sind relativ lang und spitz, insbesondere die Prämolaren besitzen scharfe, gut entwickelte Scherkanten. Die Beine von A. achilles sind deutlich länger als die Arme. Der Bau der Füße, insbesondere des Fersenbeins, ähnelt eher Affen als Koboldmakis. Für Tarsiiforme ist die Fußwurzel sehr kurz, der Mittelfuß äußerst und die Zehen relativ lang. Insgesamt erreicht der Fuß mit 33,5 mm rund 37 % der Beinlänge. Archicebus zeigt sowohl für Tarsier als auch für Affen (Anthropoidea) typische Merkmale.

## Ökologie und Verbreitung
Archicebus lebte im östlichen Asien, als dieses noch durch die Tethys von Afrika, Indien, Europa und den Alpidischen Inseln getrennt war. Sein Lebensraum war warm und feucht, wie Pollenanalysen nahelegen. Seine scharfen, hohen Zähne weisen Arcicebus als Insektenfresser aus, während die langen Hinterbeine, die stark ausgebildeten Finger und der sehr lange Schwanz für eine kletternde Lebensweise kennzeichnend ist, wie sie auch heute noch bei vielen kleinen Primaten vorkommt. Die kurzen Arme deuten jedoch darauf hin, dass die Gattung nicht auf eine hangelnde Fortbewegung im Geäst spezialisiert war. Die Augen von Archicebus sind stereoskop ausgerichtet und relativ groß, allerdings deutlich kleiner als die rezenter Koboldmakis. Die Tiere orientierten sich also wohl stark anhand des Gesichtssinns, waren aber wahrscheinlich tagaktiv.

## Fossilmaterial und Stratigraphie
Das bekannte Fossilmaterial von Archicebus stammt von einem einzigen Individuum und umfasst ein weitgehend vollständiges Skelett (Inventarnummer IVPP V18618). Die meisten Knochen sind erhalten, lediglich dir vordere Wirbelsäule, Teile des Unterkiefers und die Hände fehlen. Das Skelett wurde aus der unteren Yangxi-Formation nahe dem chinesischen Jingzhou freigelegt. Die Formation versammelt zahlreiche für das Faunenzeitalter des Bumbaniums (55,8–54,8 mya) typische Gattungen, allerdings nur wenige Säugetiere. Die Fundschicht von Archicebus enthält viele Mikrofossilien, die sowohl für das späte Paläozän als auch das frühe Eozän charakteristisch sind. Die Gattung wird deswegen auf das früheste Ypresium, knapp oberhalb der Paläozän-Eozän-Grenze datiert.

## Systematik und Taxonomie
Die Gattung Archicebus wurde 2013 von Ni Xijun, Daniel Gebo, Marian Dagosto, Meng Jin, Paul Tafforeau, John J. Flynn und Christopher Beard auf Basis des Skeletts aus der Yangxi-Formation aufgestellt und einer eigenen Familie, den Archicebidae, zugeordnet. Der Gattungsname setzt sich aus dem griechischen „arche/ἀρχή“ für „Ursprung“ und dem lateinischen „cebus“ für „Schwanzaffe“ zusammen. In Anlehnung an das affenähnliche Fersenbein des Holotyps verliehen die Autoren der Art das Epitheton achilles, das auf den Helden Achilles aus der griechischen Mythologie verweist. Achilles ist nur an seiner Ferse verwundbar und stirbt schließlich, nachdem sie verletzt wurde.
Eine von den Erstbeschreibern durchgeführte statistische Analyse 1186 morphologischer und 658 molekularer Charakteristika ordnete Archicebus unter 38 rezenten und 119 fossilen Taxa als ursprünglichsten Vertreter der Tarsiiformes ein. Da die Gattung ein Mosaik aus Eigenschaften zeigt, die entweder für Affen oder für Tarsiiformes typisch sind, steht sie dem letzten gemeinsamen Vorfahren von Affen und Koboldmakis sowohl zeitlich als auch äußerlich wahrscheinlich sehr nahe.